# Bryan Taiva
Bryan Danilo Taiva Lobos (Santiago, Región Metropolitana, Chile, 19 de marzo de 1995) es un futbolista chileno que se desempeña como delantero y actualmente milita en Santiago Morning de la Primera B de Chile.

## Trayectoria

### Universidad de Chile
Inició su carrera en una escuela de fútbol de Deportes La Serena y en las divisiones inferiores de Colo Colo, las cuales dejó a los 15 años por instrucción de Gualberto Jara, para pasar a las divisiones menores de Universidad de Chile.
Debutó en el primer equipo de Universidad de Chile el 27 de abril de 2014, en la derrota en condición de local del cuadro universitario ante Cobreloa por la 17° fecha del Torneo de Clausura. En dicho encuentro, ingresó a los 72' de juego, en reemplazo de Rubén Farfán, con la camiseta número 36.
El 29 de abril de 2016, fue figura al anotar un doblete en la derrota 4-2 de Universidad de Chile ante Huachipato en el Estadio Huachipato-CAP Acero. En dicho encuentro, válido por la 15° fecha del Torneo de Clausura, ingresó a los 29' de partido en reemplazo del lesionado Nicolás Ramírez, anotando a los 71' y 75', en lo que sería la paridad parcial del compromiso.

### San Marcos de Arica
En enero de 2017, en busca de sumar minutos, es enviado a préstamo a San Marcos de Arica, de cara a la segunda ronda del torneo de Primera B 2016-17. Durante su estadía en el conjunto ariqueño, anotó un gol en diez encuentros disputados, sumando un total de 394 minutos jugados.

### San Luis de Quillota
Tras finalizar su préstamo en el cuadro nortino, y de cara al Torneo de Transición 2017, es presentado como nuevo refuerzo de San Luis de Quillota, cedido desde Universidad de Chile.

### Universidad de Chile
El 2018 retorna a Universidad de Chile pero no es considerado en el primer equipo por Ángel Guillermo Hoyos, y luego por Frank Darío Kudelka, jugando un solo partido por la Copa Chile. A fin de temporada, se anuncia que su contrato no será renovado, quedando libre.

### Deportes Temuco
En enero de 2019, es anunciado como refuerzo de Deportes Temuco.

### Deportes Santa Cruz
En enero de 2021, es anunciado como refuerzo de Deportes Santa Cruz por las redes sociales del equipo.

### Deportes Melipilla
Tras quedar libre de Deportes Santa Cruz, y luego de entrenar con el equipo del SIFUP, en febrero de 2023 es anunciado como refuerzo de Deportes Melipilla de la Segunda División Profesional.

## Estadísticas
| Club                         | Div.          | Temporada     | Liga  | Liga  | Copas nacionales | Copas nacionales | Torneos internacionales | Torneos internacionales | Total | Total |
| Club                         | Div.          | Temporada     | Part. | Goles | Part.            | Goles            | Part.                   | Goles                   | Part. | Goles |
| ---------------------------- | ------------- | ------------- | ----- | ----- | ---------------- | ---------------- | ----------------------- | ----------------------- | ----- | ----- |
| Universidad de Chile · Chile | 1ª            | 2013-14       | 1     | 0     | —                | —                | —                       | —                       | 1     | 0     |
| Universidad de Chile · Chile | 1ª            | 2014-15       | —     | —     | 2                | 1                | —                       | —                       | 2     | 1     |
| Universidad de Chile · Chile | 1ª            | 2015-16       | 1     | 2     | —                | —                | —                       | —                       | 1     | 2     |
| Universidad de Chile · Chile | 1ª            | 2016          | —     | —     | 1                | 0                | —                       | —                       | 1     | 0     |
| San Marcos de Arica · Chile  | 2.ª           | 2017          | 10    | 1     | —                | —                | —                       | —                       | 10    | 1     |
| San Marcos de Arica · Chile  | Total club    | Total club    | 10    | 1     | 0                | 0                | 0                       | 0                       | 10    | 1     |
| San Luis de Quillota · Chile | 1.ª           | 2017          | —     | —     | —                | —                | —                       | —                       | 0     | 0     |
| San Luis de Quillota · Chile | Total club    | Total club    | 0     | 0     | 0                | 0                | 0                       | 0                       | 0     | 0     |
| Universidad de Chile · Chile | 1ª            | 2018          | —     | —     | —                | —                | —                       | —                       | -     | -     |
| Universidad de Chile · Chile | Total club    | Total club    | 2     | 2     | 3                | 1                | 0                       | 0                       | 5     | 3     |
| Total carrera                | Total carrera | Total carrera | 12    | 3     | 3                | 1                | 0                       | 0                       | 15    | 4     |
| 1. 2.                        |               |               |       |       |                  |                  |                         |                         |       |       |

## Palmarés

### Campeonatos nacionales
| Título             | Club                 | País  | Año    |
| ------------------ | -------------------- | ----- | ------ |
| Primera División   | Universidad de Chile | Chile | 2014-A |
| Supercopa de Chile | Universidad de Chile | Chile | 2015   |
| Copa Chile         | Universidad de Chile | Chile | 2015   |